# 's-Graveland (Hollande-Méridionale)
Pour les articles homonymes, voir 's-Graveland (homonymie).
’s-Graveland est un polder, ancien hameau et aujourd'hui une zone industrielle appartenant à la commune néerlandaise de Schiedam.

## Histoire
Avant le 1er avril 1817, le polder de 's-Graveland appartenait déjà à la commune de Schiedam. À partir de cette date, il intégra la commune nouvellement créée de Nieuwland, Kortland en 's-Graveland, jusqu'au 1er septembre 1855, où cette commune fut supprimée au bénéfice de la commune de Kethel en Spaland.
En 1840, le hameau de 's-Graveland comptait 95 habitants.